# Nomada distinguenda
Nomada distinguenda är en biart som beskrevs av Morawitz 1874. Nomada distinguenda ingår i släktet gökbin, och familjen långtungebin. Inga underarter finns listade i Catalogue of Life.